# Liste des cours d'eau de la Guyane
Cet article présente une liste des cours d'eau de Guyane.
- Acarouany
- Approuague
- Armontabo
- Arouani
- Arataye
- Camopi
- Cayenne
- Comté
- Enleupousing
- Inini
- Iracoubo
- Itany
- Kourcibo
- Kourou
- Kourouaï
- Lawa
- Mahury
- Mana
- Maroni
- Marouini
- Montsinéry
- Organabo
- Ouanary
- Ouaqui
- Oyapock
- Sinnamary
- Tampok
- Yaloupi

## Par longueur
| Cours d'eau           | Embouchure         | Bassin             | Longueur (km) |
| --------------------- | ------------------ | ------------------ | ------------- |
| Maroni                | Océan Atlantique   | Maroni             | +520,         |
| Mana                  | Océan Atlantique   | Mana               | +430,         |
| Oyapock               | Océan Atlantique   | Oyapock            | +370,         |
| Approuague            | Océan Atlantique   | Approuague         | +270,         |
| Tampok                | Maroni             | Maroni             | +268,         |
| Sinnamary             | Océan Atlantique   | Sinnamary          | +262,         |
| Camopi                | Oyapock            | Oyapock            | +244,         |
| Inini                 | Maroni             | Maroni             | +215,         |
| Comté                 | Mahury             | Mahury             | +160,         |
| Mahury                | Océan Atlantique   | Mahury             | +160,         |
| Ouaqui                | Tampok             | Maroni             | +147,         |
| Iracoubo              | Océan Atlantique   | Iracoubo           | +140,         |
| Kourcibo              | Sinnamary          | Sinnamary          | +135,         |
| Arataye               | Approuague         | Approuague         | +123,         |
| Yaloupi               | Oyapock            | Oyapock            | +113,         |
| Kourou                | Océan Atlantique   | Kourou             | +112,         |
| Kourouaï              | Approuague         | Approuague         | +076,         |
| Acarouany             | Mana               | Mana               | +057,         |
| Ouanary               | Oyapock            | Oyapock            | +050,         |
| Rivière de Cayenne    | Océan Atlantique   | Rivière de Cayenne | +044,         |
| Rivière de Montsinéry | Rivière de Cayenne | Rivière de Cayenne | +038,         |